# 村上ヨウ
村上 ヨウ（むらかみ ヨウ、1971年11月30日 - ）は、日本の声優、俳優、スーツアクター。長野県出身。豪勢堂所属。

## 出演

### テレビ
NHK
- 天才てれびくんMAX（分身、ロック星人）

TBS
- ヤ・ク・ソ・ク（記者）

テレビ東京
- テレコンワールド（ボイスオーバー）

BS-TBS
- 高橋尚子のスマイル（ボイスオーバー）

### 舞台
- eleven
- おとなの童話（朗読）
- ギターを抱いたカンコ鳥
- ジップアップ!
- 聖の夜
- 草原に咲く花レミィ
- 空への螺旋階段
- TOON BULLETS!
- ドラゴンボウル
- ネバーランド☆A GO!GO!2 〜Peter Pan's re-flight〜
- ノートルダム・ド・パリ
- ビバ・メヒコ僕のメキシコ体験談
- 火の鳥 鳳凰編（朗読）
- ひひ〜ん! 野次馬探偵団
- 163人の目撃者
- VIMBO! No.8 〜七福神来襲〜
- 不如帰 〜hototogisu〜
- 宮本武蔵異聞 転生彼岸
- YOTAROWウエスタン 〜荒野のそうですか〜
- 横丁のどんぶり勘定
- リゼット&ワルプルギスの夜
- 潮騒の祈り[4]

### CM
- 日産化学工業 ライメイフロアブル ※ラジオCM
- パピレス やったらRenta!（先輩 役）
- マイナビニュース
- YKK AP ヴェナード（ナレーション）

### PV
- 仙台貨物 Vacuuuuuum!（2013年） - ゾンビ

### テレビアニメ
時期不明
- ちびまる子ちゃん（ハチ駆除のおじさん）

1998年
- まもって守護月天!（陽天心）

1999年
- 週刊ストーリーランド（男）
- ONE PIECE（海軍中尉）
- Blue Gender（兵士）

2000年
- マシュランボー（マトリクサー）

### ゲーム
- ゲッターロボ大決戦!（1999年）
- シャドウ オブ メモリーズ（2001年）
- Trample on “Schatten!!” 〜かげふみのうた〜（2009年、シュレミール）
- D×2 真・女神転生 リベレーション（2018年）

### 吹き替え
- ギャラクシー・クエスト（カイル）

### 特撮
- ゴーカイジャー ゴセイジャー スーパー戦隊199ヒーロー大決戦（2011年）
- 劇場版 ウルトラマンギンガS 決戦!ウルトラ10勇士!!（2015年、ウルトラマンティガの声[1]）
- ウルトラマンX（2015年、凶悪宇宙人ザラブ星人の声）
- ウルトラマンオーブ（2016年、パイロットの声）
- ウルトラマンジード（2017年、集団宇宙人フック星人の声）
- ウルトラギャラクシーファイト（2020年 - 2022年、スラン星人の声、ウルトラマンゼアスの声） - 2作品[一覧 1]

### WEB
- キリンビール カリブーンの秘密（ナレーション）

### VP
- となみ散居村ミュージアム（ナレーション）
- 富山県教育委員会生涯学習室制作作品（ナレーション）
- ブルートフォース（ボイスオーバー）
- よみがえる勝興寺大伽藍 〜本堂修復の軌跡（ナレーション）

### イベント
- イオンシネマズ
  - 「2014 FIFAワールドカップ パブリックビューイング」（総合MC）
- 円谷プロダクション
  - ウルトラマンフェスティバル ほか（ウルトラマンゼアスの声 ほか）
  - 「お正月だよ! ウルトラマン 全員集合!!」（獅子舞のお兄さん）
- 東京都水道局
  - 「小学四年生特別授業 水道キャラバン」

### スチール
- 小田急電鉄 植樹会ポスター
- 東京都水道局 水道キャラバン地域用ポスター

### その他コンテンツ
- ゲーム音声
- ドラマCD
- モーションキャプチャ

### シリーズ一覧
1. ↑  『大いなる陰謀』（2020年）、『運命の衝突』（2022年）